# Mighty Blackpool FC
Mighty Blackpool Football Club – sierraleoński klub piłkarski, grający w Premier League, mający siedzibę w mieście Freetown.

## Historia
Klub został założony w 1923 roku. W sezonie 1967/1968 wywalczył swój pierwszy w historii tytuł mistrza Sierra Leone, a kolejne tytuły mistrzowskie wywalczył w latach 1974, 1978, 1979, 1982, 1984, 1986, 1988, 1991, 1995, 1996, 1998, 2000 i 2001. Mighty Blackpool czterokrotnie w swojej historii zdobywał Puchar Sierra Leone, a fakt ten miał miejsce w latach 1983, 1988, 1994 i 2000.

## Stadion
Domowe mecze klub rozgrywa na stadionie o nazwie Stadion Narodowy we Freetown. Stadion może pomieścić 36000 widzów.

## Sukcesy
- Premier League:

mistrzostwo (15): 1968, 1974, 1978, 1979, 1982, 1984, 1986, 1988, 1991, 1995, 1996, 1998, 2000, 2001
- Puchar Sierra Leone:

zwycięstwo (4): 1983, 1988, 1994, 2000

## Występy w afrykańskich pucharach
| Sezon | Rozgrywki                 | Runda   | Kraj          | Klub                   | Dom | Wyjazd | Dwumecz                       |
| ----- | ------------------------- | ------- | ------------- | ---------------------- | --- | ------ | ----------------------------- |
| 1968  | Puchar Mistrzów           | wstępna | Kongo         | Étoile du Congo        | -   | -      | walkower dla Étoile du Congo  |
| 1975  | Puchar Mistrzów           | 1       | Mali          | Djoliba AC             | 0–1 | 0–2    | 0–3                           |
| 1979  | Puchar Mistrzów           | 1       | Ghana         | Hearts of Oak          | 2–0 | 0–2    | 2–2 (k. 2–4)                  |
| 1980  | Puchar Mistrzów           | 1       | Senegal       | ASF Police             | 1–2 | 0–2    | 1–4                           |
| 1984  | Puchar Zdobywców Pucharów | 1       | Senegal       | ASC Diaraf             | 2–1 | 0–2    | 2–3                           |
| 1989  | Puchar Mistrzów           | wstępna | Gwinea Bissau | Sport Bissau e Benfica | -   | -      | walkower dla Mighty Blackpool |
| 1989  | Puchar Mistrzów           | 1       | Algieria      | ES Sétif               | 1–0 | 0–1    | 1–1 (k. 5–3)                  |
| 1989  | Puchar Mistrzów           | 2       | Mali          | Djoliba AC             | 2–0 | 0–0    | 2–1                           |
| 1989  | Puchar Mistrzów           | 1/4     | Kamerun       | Tonnerre Jaunde        | 0–1 | 1–3    | 0–4                           |
| 1992  | Puchar Mistrzów           | wstępna | Liberia       | LPRC Oilers            | 3–1 | 0–1    | 3–2                           |
| 1992  | Puchar Mistrzów           | 1       | Kamerun       | Canon Jaunde           | 2–1 | 1–2    | 3–3 (k. 3–4)                  |
| 1994  | Puchar Zdobywców Pucharów | wstępna | Benin         | Postel Sport FC        | -   | -      | walkower dla Mighty Blackpool |
| 1994  | Puchar Zdobywców Pucharów | 1       | Zair          | DC Motema Pembe        | 2–0 | 0–3    | 2–3                           |
| 2006  | Puchar CAF                | wstępna | Senegal       | ASC CS Sucrière        | 2–1 | 0–2    | 2–3                           |

## Reprezentanci kraju grający w klubie od 1988 roku
Stan na wrzesień 2016.
| - Ibrahim Bah - Mahmadu Alphajor Bah - Brima Bangura - Mohamed Bangura - Umaru Bangura - Albert Cole - Mohamed Conteh - Sarway Dollar - Albert Foday - David Kamara - Ernest Kamara - Ibrahim Bobson Kamara - Mohamed Kamara - Salieu Kamara - Musa Kallon - Abu Abedi Kanu | - Mohamed Kanu - Warren John Kanu - Amidu Karim - Alpha Lansana - Abraham Mike Lewis - Mohamed Mansaray - Kelfala Mara - Obi Metzger - Kabba Samura - Idrissa Sesay - David Simbo - Ibrahim Tarawallie - Matthews Tieh - Michael Tommy - Serry Turay - Toronka Turay - Charlie Wright |